# Sesostris (Heródoto)

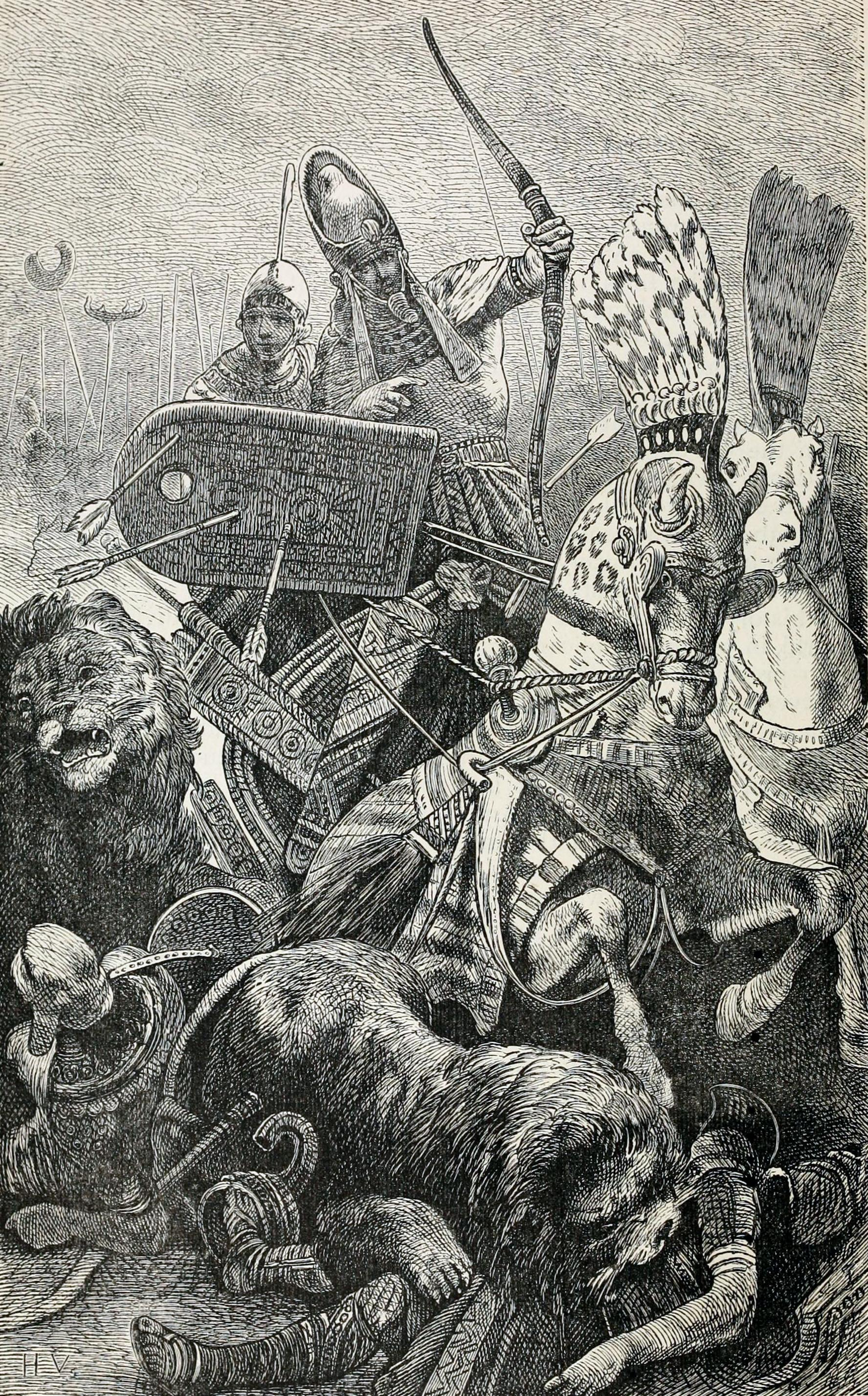
"El Gran Sesostris", identificado en este grabado del siglo XIX como Ramsés II durante la Batalla de Kadesh.

Sesostris (Σέσωστρις) es el nombre dado por el historiador griego Heródoto a un supuesto rey del Egipto antiguo quien habría conducido una gran expedición militar contra Europa. A partir de ese relato, otros autores clásicos le atribuyeron la conquista de gran parte del mundo antiguo. Actualmente se considera que es una figura compuesta por el recuerdo de varios faraones y la interpretación errónea de estelas hititas.

## Relato de Heródoto
En el Libro II de la Historia, dedicado a Egipto, Heródoto relata, según la narración de los sacerdotes, el reinado de un tal Sesostris quien había expandido el imperio egipcio por medio de dos campañas victoriosas. La primera de ella, marítima, se llevó a cabo contra los pueblos del Mar Rojo, a quienes sometió hasta llegar a una zona donde el mar era impracticable por los bajìos. La segunda con un gran ejército atravesó y conquistó Siria, Asia Menor y Europa, donde derrotó a escitas y tracios (aunque Heródoto no lo afirma, se puede inferir que llegó hasta el Danubio). En el transcurso de la expedición, Sesostris ordenó erigir estelas conmemorativas de la victoria; en aquellos pueblos que había dominado con gran lucha, indicaba como los había vencido con sus tropas, en cambio en aquellos que se rendían sin pelear, agregaba la imagen de una vulva indicando su condición de cobardes. Agrega que él mismo ha podido ver algunas de estas inscripciones en Palestina, donde relata haber observado la imagen de atributos femeninos, y en Jonia, donde en la ruta de Éfeso a Focea y en la de Esmirna a Magnesia hay sendos bajorrelieves que muestran a un guerrero con armadura medio egipcia y medio etíope con una inscripción jeroglífica que atraviesa su pecho y dice: "Yo conquisté este país con mis brazos". Si bien reconoce que no aparece el nombre de Sesostris, está convencido de que son obra de este soberano y no, como pretenden otros autores, imagen del legendario Memnón.
Al regreso de Escitia, Sesostris dejó algunos de sus soldados, Heródoto ignora si por voluntad del soberano o como desertores, en la región del río Fasis. Estos colonos serían los ancestros de los colcos, a los cuales el autor señala como de costumbres y lenguaje muy parecidos a los egipcios. Agrega, incluso, que los egipcios apenas si recordaban esta relación, pero que suponían posible que los colcos descendiesen de tales soldados, mientras que los propios colcos sí tenían memoria de su origen egipcio.
El relato continúa con una versión de la antigua historia de los hermanos rivales, que parece relacionada con una de las variantes del mito de Osisris y Seth. En efecto, cuenta que estando Sesostris en la ciudad de Dafne de Pelusio, en la frontera oriental de Egipto, su hermano a quien dejara a cargo del reino, lo traicionó poniendo fuego al palacio donde se alojaba. En tal trance, y por consejo de su esposa, Sesostris tomó a dos de sus seis hijos y los tendió sobre las llamas a modo de puente; con lo que se salvó con el resto de su familia. Después de vengarse de su hermano, no se relata como, Sesostris amplió el santuario de Hefesto (probablemente Ptah) con enormes piedras arrastradas por los prisioneros de guerra, quienes también excavaron la gran red de canales que existía en tiempos del historiador. Según el relato sacerdotal, Sesostris también repartió las tierras entre los egipcios y estableció con base en ellas los impuestos. Como durante las crecidas podía suceder que el río se llevase parte del lote asignado, Sesostris dispuso que en ese caso se midiera la disminuciòn y de este modo el impuesto fuera reducido de manera proporcional. Heródoto supone que este hecho dio origen a la geometría.
Agrega, en el final del relato, que Sesostris fue el único rey egipcio que gobernó Etiopía (quizás se refiere a Nubia) y que dejó estatuas colosales de él mismo, de su esposa y de cuatro de sus hijos frente al templo de Hefesto. Cuando siglos después, el rey persa Darío quiso erigir la suya en ese templo, el sacerdote se lo impidió con el argumento de que las conquistas de Sesostris eran mayores que las del persa, ya que fue capaz de someter a los escitas, cosa que Darío no pudo.
El sucesor de Sesostris, según Heródoto, fue un tal Ferón (forma griega del título Faraón) y luego Proteo en tiempos de la guerra de Troya.
Según Diodoro Sículo (quién le llama Sesoosis) y Estrabón, conquistó el mundo entero, incluso Escitia y Etiopía, dividió Egipto en distritos administrativos o nomos, e introdujo un sistema de castas en Egipto y la adoración de Serapis. Plinio el Viejo también menciona a Sesostris, quién, según él, fue derrotado por Saulaces, un rey de Cólquida.

## Investigación actual
Se cree que Sesostris está basado en Senusret III, con la posible adición de recuerdos de otros faraones de la Duodécima Dinastía, así como de Seti I y Ramsés II, de la Decimonovena Dinastía. Según Manetón, un faraón llamado "Sesostris" ocupaba la misma posición que el faraón  Senusret III de la Duodécima Dinastía, y su nombre es ahora normalmente visto como una corrupción de Senusret/Senwosret.
Las imágenes de Sesostris talladas en piedra en Jonia que Heródoto dijo haber visto probablemente puedan ser identificadas con las inscripciones luvitas del Paso de Karabel, el relieve de Karabel, que ahora se sabe que fueron talladas por Tarkasnawa, rey del estado de Mira en Arzawa. Senusret III realizó incursiones por el Levante mediterráneo hasta Siquem, también por Etiopía, y en Semna por encima de la segunda catarata colocó una estela de conquista que en sus expresiones recuerda las estelas de Sesostris de Heródoto: Sesostris puede, por tanto, ser el retrato muy magnificado de este faraón.